# Pleurostachys
Pleurostachys Brongn. é um género botânico pertencente à família Cyperaceae.
O gênero apresenta aproximadamente 65 espécies.

## Principais espécies
- Pleurostachys densefoliata
- Pleurostachys gaudichaudii
- Pleurostachys graminifolia
- Pleurostachys millegrana
- Pleurostachys puberula
- Pleurostachys sparsiflora
- Pleurostachys stricta
- Pleurostachys tenuiflora
- Pleurostachys urvillei
- «PPP-Index Lista completa»